# Fontana dell'Orso
Fontana dell'Orso ("Björnfontänen"), även benämnd Fontana dell'Acqua Vergine all'Orso, är en dricksvattenfontän vid Via di Monte Brianzo i Rione Ponte i Rom. Fontänen uppfördes av Roms kommun under 1930-talet och förses med vatten från Acqua Vergine.

## Beskrivning
Fontänens vatten porlar ur munnen på ett björnhuvud i brons ner i en litet travertinkar som vilar på två konsoler. Marmorplattan med rundbåge visar Roms vapen med S.P.Q.R. samt beteckningen ACQVA VERGINE.
Orso syftar på det omkringliggande området, vilket tidigare hette Contrada dell'Orso. Enligt en annan uppgift åsyftar orso ätten Orsini, som ägde fastigheter i grannskapet.
Till höger om fontänen står en antik romersk kolonnstump i granit på en piedestal.

## Bilder
| - Roms vapen. |